# Ringkøbing
Ringkøbing - eller Ringkjøbing - er en købstad i Vestjylland med 9.830 indbyggere  (2025), beliggende i Ringkøbing Sogn. Byen ligger ved Vonå og det nordøstlige hjørne af Ringkøbing Fjord. Ringkøbing er den største by i Ringkøbing-Skjern Kommune og hører til Region Midtjylland.
Om sommeren er Ringkøbing stærkt præget af turisme, ikke mindst fordi en masse sommerhusgæster tiltrækkes af Vesterhavet og handler i byen. En af byens største arbejdspladser er Vestas Nacelles, som ligger på byens lille industrihavn og siden 1998 har monteret naceller og vingenav til Vestas MW-møller.
I 2007 kårede Cambridge Institute, Ringkøbing som Europas lykkeligste by. Bag udnævnelsen ligger en europæisk undersøgelse, som gennemføres hvert andet år.

## Etymologi
Byen hed i 1340: Rennumkøpingh, i 1345: Rænnumkøpingh, i 1368: Rennekøping (latin: Rincopia). Navnet afledes vistnok af den nærliggende sogneby Rindum, der også oprindelig hed Rænnum.

## Historie

### Middelalderen
Ringkøbing er en gammel by, der vistnok går tilbage til det 13. århundrede; første gang dens privilegier nævnes, er 1443, da de stadfæstedes af Christoffer af Bayern, senere er de ofte blevne bekræftede og udvidede, således i 1482, 1515, 1545, 1586, 1608 og 1648.

### Renæssancen
Mens ingen købmand i 1368 måtte udføre varer fra byens havn uden at betale told i Ribe, forundte Christian IV den 20. oktober 1599 at være et toldsted med uhindret indskibning af alle varer lige som andre lovlige toldsteder. Navnlig har udførslen af øksne på de tider været en vigtig indtægt for byen. Udførslen fandt i denne del af landet før kun sted over Ribe, men 8. februar 1553, senere gentaget, fik byen lov til at udføre staldøksne, men ikke græsøksne, mod den sædvanlige told. I det hele har vel, ved siden af fiskeriet, handelen været dens vigtigste næringsvej. Handel blev især drevet på Norge og Holland, men også på Hamborg.
Ringkøbing forblev imidlertid en mindre by trods dens gode opland og tilsyneladende gunstige beliggenhed ved den tidligere langt mere sejlbare fjord, Den har således aldrig haft mere end den ene kirke og intet kloster i middelalderen. Dens mest blomstrende tid falder i det 16. århundrede og første halvdel af det 17. århundrede.
Under Grevens Fejde var Johan Rantzau og hans tropper i byen på deres vej fra Varde til Aalborg i 1534.
Byen var da blevet forladt af borgerne.
Det er blevet påstået at Rantzau og tropperne brændte byen af men det beror nok dog på en fejlagtig rettelse af et brev fra Rantzau.
Endnu 1656 kunne Arent Berntsen sige om den: "Ringkøbing er vel ikke af megen Størrelse, men haver den nogle formuende Borgere, som store Partier af Korn og Øksne sig af Landet tilforhandle og igen paa Holland og andre Steder udskibe". Men allerede i en præsteberetning fra 1638 hedder det, at der: "kan være ungeferd et hundrede Borgere i Byen, mesten af saare ringe Formue". Til dens tilbagegang bidrog flere ulykker, fx en oversvømmelse 1. december 1615, da de omliggende marker ødelagdes, byens både søndersloges, og 34 gårde og huse led mere eller mindre skade. Kongen fritog de skadelidte for skat i 3 år. I 1624 led byen atter af oversvømmelse, og i det 17. århundredes krige, især i 1644 og 1657-60, da først fjenden og så de allierede hjemsøgte den; også ildebrande har vel hærget den, om der end ikke er levnet beretning om nogen omfattende brand. Dertil kom de stadig vanskeligere og vanskeligere besejlingsforhold i fjorden efterhånden, som Nyminde Gab fra omtrent midten af 17. århundrede begyndte at vandre mod syd (i 17. og 18. århundrede fangedes der også østers i fjorden, men Gabets vandring mod syd og den deraf følgende udelukkelse af salt vand fik dem til at forsvinde).

### Under enevælden
Efter forordningen af 28. januar 1682 vedblev Ringkøbing at være blandt de byer, der måtte drive udenlandsk handel. I 1682 fastsloges det også, at den i fremtiden skulle have een borgmester, som før, men kun 2 rådmænd (tidligere indtil 8).
En latinskole, nævnt 1547, blev ophævet 1739.
Hvorledes tilstanden var i anden halvdel af det 17. århundrede, viser en taksering af byens grunde og ejendomme: der var i alt 142 Nr. (vurderede til 8.732 rigsdaler 3 mark), og deraf var 46 øde byggepladser. I 1695 blev der fordret forklaring over, hvad der var sket med disse øde pladser, men kun meget få af dem var blevne benyttede, og 2 andre gårde var blevne øde siden den tid. Ifølge et mandtal fra 1710 med 102 Borgere, med forklaring over enhvers vilkår, var byen i den største elendighed: "her er mange øde Steder, mange Enker og faa Borgere, hvoraf de fleste ved ulykkelig Søskade og Tab paa deres Købmandsskab er kommet tilagters." I 1743 berettes, at flere måtte sælge gårde og huse formedelst næringens så mærkelige aftagelse, og 1745 siges byen helt at måtte gå under, hvis den ikke bliver hjulpen på nogen måde. Ifølge Danske Atlas havde byen i 1769 506 indbyggere mod 623 i 1672, at dens næring var i mere af- end tiltagen, handelen slet, siden byen ikke længere var oplagssted for andre købstæder, skibsfarten var liden og gik kun på Norge med korn og fedevarer osv. Byen, som før havde haft 10-12 skibe, havde da kun eet; de øvrige, som fragtedes, vare fremmede. Efter den tid gik det dog noget fremad: i 1774 havde byens købmænd, dels som redere, dels som befragtere, i alt 12 skibe; de fleste tilhørte byens to driftigste købmænd Jens Tang, ejer af Nørre Vosborg (død 1826), og Jens Bjerg Rindom.
Vel gik næsten alle skibe tabte i Krigen 1807-14, men allerede 1816 var der 14 skibe, og samme år ud- og indklareredes 300, mest norske skibe. I 1829 var der 11 skibe med i alt 147 kommercelæster. Handelsforholdene skildredes i 1833 som ret gode; mens tidligere en stor del af vesteregnens produkter sendtes fra Ringkøbing og omegn til Lemvig til udførsel, udførtes de da fra selve Ringkøbing, dels fordi vejen gennem Limfjorden til Aalborg på grund af forholdene ved Løgstør Grunde blev mindre sejlbar, dels og især fordi man i krigen 1807-14 havde måttet hente mange fornødenhedsartikler fra Hamborg over land, hvorved Ringkøbing fra den tid blev som en stapelstad, da de engelske ikke kunne komme ind under kysten og tage småfartøjerne, der gik til Ringkøbing. Men Forholdene forandredes, da Aggerkanalen åbnedes og Løgstørkanalen anlagdes, og besejlingsforholdene på Ringkøbing Fjord blev mere og mere ugunstige.
Ringkøbing Amt blev stiftet i 1794, og byen blev amtsmandsby.
Den første spæde begyndelse til en industriel udvikling i Ringkøbing amt fandt sted i slutningen af 1700-tallet. Købstaden Ringkøbing udviklede små fabrikker, som måske ikke afveg væsentligt fra håndværksteder. En apoteker Broager oprettede i 1780 en lille lak og chokoladefabrik. I 1787 gik en gruppe af byens betydeligste købmænd sammen om at oprette en tobaksfabrik og i 1791 oprettede den ene af købmændene, Jens Harpøth, garveri og læderfabrik. I 1801 kom en kartefabrik til og i 1805-06 yderligere en tobaksfabrik. I 1811 og 1817 kom endnu to tobaksfabrikker til. Disse virksomheder var tæt knyttede til handelen. I 1830 fik Ringkøbing endnu en tobaksfabrik. Lemvig fik sin første tobaksfabrik i 1837, men det var først med R. Færchs Fabrikker i 1869 at Holstebro blev tobaksby. Omkring 1900 opkøbte Færch efterhånden andre tobaksfabrikker i området og senere blev R. Færch enerådende i amtet.

### Den tidlige industrialisering
Ringkøbings befolkning var stigende i slutningen af 1800-tallet og i begyndelsen af 1900-tallet: 1.274 i 1850, 1.331 i 1855, 1.409 i 1860, 1.546 i 1870, 2.035 i 1880, 2.290 i 1890, 2.712 i 1901, 2.938 i 1906 og 3.528 i 1911.
Af fabrikker og industrielle anlæg havde byen ved århundredeskiftet: 2 tobaksfabrikker (den ene, Mølgaards, var grundlagt 1830 og havde ca. 85 arbejdere), 1 orgelfabrik (Andresens, grundlagt 1890), 1 uldspinderi og klædefabrik (aktieselskab fra 1901, aktiekapital 24.000 kr.), 1 vognfabrik, 1 cikorietørreri (hørende til aktieselskabet "De danske Cikoriefabrikker"), 1 fabrik af maltsaft, 1 jernstøberi (aktieselskab, oprettet 1899, kapital 25.000 kr.; ca. 10 arbejdere) og 1 sodavandsfabrik. Byen havde 3 bogtrykkerier.
I Ringkøbing blev udgivet 3 aviser: "Ringkjøbing Amts Avis", "Ringkjøbing Amts Dagblad" og "Ringkjøbing Avis".
I Ringkøbing blev afholdt følgende markeder: 1 i februar med heste, 1 i april, 1 i juni, 1 i juli, 1 i august og 1 i oktober med heste og kreaturer. Torvedag var fra påske til Mikkelsdag lørdag, ellers onsdag.
Ringkøbing fik fra 1875 en station på Den vestjyske længdebane. Ringkøbing Station var i 1911-61 også udgangspunkt for Ørnhøjbanen, der i 1925 blev forlænget til Holstebro.
Indbyggernes fordeling efter næringsveje var i 1890: 343 levede af immateriel virksomhed, 933 af håndværk og industri, 531 af handel og omsætning, 109 af jordbrug, 12 af gartneri, 25 af fiskeri, 216 af forskellig daglejervirksomhed, 85 af deres midler, 31 nød almisse, og 5 sad i fængsel. Ifølge en opgørelse i 1906 var indbyggertallet 2.938, heraf ernærede 218 sig ved immateriel virksomhed, 169 ved landbrug, skovbrug og mejeridrift, 33 ved fiskeri, 1.328 ved håndværk og industri, 659 ved handel med mere, 247 ved samfærdsel, 157 var aftægtsfolk, 93 levede af offentlig understøttelse og 34 af anden eller uangiven virksomhed.
I 1900-tallet kom der et skibsværft til i selskab med anden industri, så industrien også blev en vigtig næringsvej.

### Mellemkrigstiden
Gennem mellemkrigstiden var Ringkøbings indbyggertal stigende: i 1916 3.679, i 1921 3.865, i 1925 3.863, i 1930 3.995, i 1935 4.000, i 1940 4.049 indbyggere. Samtidig voksede to forstæder frem, Vester Villaby og Øster Villaby i Rindum Sogn.
| År                       | 1916  | 1921  | 1925  | 1930  | 1935  | 1940  |
| ------------------------ | ----- | ----- | ----- | ----- | ----- | ----- |
| Ringkøbing købstad       | 3.679 | 3.865 | 3.863 | 3.995 | 4.000 | 4.049 |
| Vestre Villaby           | 150   | 192   | 221   | 273   | 244   | 257   |
| Østre Villaby            | -     | -     | -     | -     | 64    | 77    |
| Ringkøbing med forstæder | 3.829 | 4.057 | 4.084 | 4.268 | 4.308 | 4.383 |

Ved folketællingen i 1930 havde Ringkøbing 3.995 indbyggere, heraf ernærede 302 sig ved immateriel virksomhed, 1.276 ved håndværk og industri, 722 ved handel mm, 632 ved samfærdsel, 177 ved landbrug, skovbrug og fiskeri, 381 ved husgerning, 451 var ude af erhverv og 54 havde ikke oplyst indkomstkilde.
| Næringsveje              | Landbrug m.v. | Håndværk, industri | Handel og omsætning | Transport | Immateriel virksomhed | Hus- gerning | Ude af erhverv | Uangivet | I alt |
| ------------------------ | ------------- | ------------------ | ------------------- | --------- | --------------------- | ------------ | -------------- | -------- | ----- |
| Ringkøbing købstad       | 177           | 1.276              | 722                 | 632       | 302                   | 381          | 451            | 54       | 3.995 |
| Vester villaby           | 32            | 56                 | 59                  | 48        | 32                    | 32           | 14             | 0        | 273   |
| Ringkøbing med forstæder | 209           | 1.332              | 781                 | 680       | 334                   | 413          | 465            | 54       | 4.268 |

### Efterkrigstiden
Efter 2. verdenskrig fortsatte Ringkøbing sin befolkningsvækst. I 1945 boede der 4.396 indbyggere i købstaden, i 1950 4.638 indbyggere, i 1955 4.701 indbyggere, i 1960 4.869 indbyggere og i 1965 5.146 indbyggere. Samtidig udviklede forstæderne sig, og forstaden Heboltoft i Velling Kommune kom til.
| År                       | 1945  | 1950  | 1955  | 1960  | 1965  |
| ------------------------ | ----- | ----- | ----- | ----- | ----- |
| Ringkøbing købstad       | 4.396 | 4.638 | 4.701 | 4.869 | 5.146 |
| Vester Villaby           | 304   | 312   | 304   | 342   | 468   |
| Øster Villaby            | 78    | 79    | 93    | 95    | 97    |
| Heboltoft                | -     | -     | -     | -     | 45    |
| Ringkøbing med forstæder | 4.778 | 5.029 | 5.098 | 5.306 | 5.756 |

### Kommunalreform 2007
Ringkøbing var indtil 2007 hovedby i Ringkøbing Kommune og Ringkjøbing Amt. Efter kommunalreformen (2007) blev byen en del af Ringkøbing-Skjern Kommune, og Viborg blev hovedby i Region Midtjylland.

## Gamle bygningsværker
I Ringkøbing finder man en masse gamle huse samt en række charmerende brolagte gader og stræder. Den ældste bygning er Rindum Kirke, der stammer fra 1200-tallet. Ved Torvet ligger Ringkøbing Kirke fra begyndelsen af 1400-tallet; dens tårn fra ca. 1550 er byens vartegn og temmelig specielt konstrueret, idet den høje bygning bliver bredere opefter. Ved Torvet finder man også Hotel Ringkøbing, der er en bindingsværksbygning fra år ca. 1600; den har været gæstgivergård og hotel siden 1833 og er dermed et af landets ældste hoteller. Borgmestergården ved siden af stammer fra 1817.
I Nygade står en statue af J.C. Christensen, som var dansk statsminister fra 1905-08. På den lille plads ved enden af Algade står en statue af bysbarnet, grønlandsfarer, journalist og forfatter Ludvig Mylius-Erichsen. Statuen er tilbage på sin oprindelige plads foran Ringkøbing Museum, hvor den blev opstillet i 1916, men i en årrække var den placeret i Nygade.
På hjørnet af Nørregade og Nygade finder man Ringkøbing Bio i den statelige bygning Nørrehus, der har været samlingssted for byen siden åbningen i 1909. Ringkøbing Bio drives af en biografforening, der har overtaget driften efter familien Pedersen, der drev biografen i 90 år fra 1909 til 1999.

## Kendte borgere
- 1817 – 1879 Theodor Rosenørn-Teilmann – kultus- og justitsminister
- 1872 – Ludvig Mylius-Erichsen – Polarforsker
- 1964 - Anders Agger - Journalist
- 1972 – Thomas Thorninger – fhv. professionel fodboldspiller
- 1986 – Lasse Heinze – professionel fodboldspiller (Silkeborg I. F.)
- 1989 – Jeppe Morell – professionel bokser
- 1990 - Trine Mulbjerg - Dansk rekordholder i kuglestød (16.80/Sparta AM)

## Galleri
- Ringkøbings byvåben.
- Gammel gade.
- Ørnhøjbanens driftsbestyrerbolig, senere skole.
- Fiskekutter ved fjorden.
- Ringkøbing havn.
- Ringkøbing kirkegård.

## Eksterne kilder og henvisninger
- Wikimedia Commons har flere filer relateret til Ringkøbing
- Ringkøbing på Den Digitale Byport fra Dansk Center for Byhistorie
- Turistinformation om Ringkøbing Arkiveret 14. december 2013 hos  Wayback Machine
- Visit Ringkøbing